# Projectief vlak
In de wiskunde is een projectief vlak een meetkundige structuur die het begrip vlak uitbreidt. Twee lijnen snijden elkaar volgens de regels van de euclidische meetkunde in één bepaald punt, hun snijpunt, maar er zijn ook paren van lijnen, namelijk evenwijdige lijnen, die elkaar niet snijden. Een projectief vlak kan als een gewoon vlak worden beschouwd, waaraan extra 'punten op oneindig' zijn toegevoegd, waar evenwijdige lijnen elkaar snijden. Ieder tweetal lijnen in een projectief vlak snijdt elkaar dus in precies één punt.
De basis voor dit wiskundige onderwerp werd in de renaissance door kunstenaars gelegd, die zich met de ontwikkeling bezighielden van technieken om in perspectief te kunnen tekenen.
Het typische voorbeeld is het reële projectieve vlak, dat ook wel bekendstaat als het uitgebreide euclidische vlak, maar er bestaan er meer, zowel oneindige, zoals het complexe projectieve vlak als eindige, zoals het Fano-vlak. Het reële projectieve vlak is, steeds in iets andere gedaante, belangrijk in de algebraïsche meetkunde, de topologie en de projectieve meetkunde en wordt in deze deelgebieden van de wiskunde aangeduid met {\displaystyle \mathrm {PG} (2,\mathbb {R} ),\mathrm {RP} ^{2}} of {\displaystyle \mathrm {P} _{2}(\mathbb {R} ).} Een projectief vlak is een tweedimensionale projectieve ruimte, maar niet alle projectieve vlakken kunnen worden ingebed in driedimensionale projectieve ruimten. De inbeddingseigenschap is een gevolg van een resultaat dat bekendstaat als de stelling van Desargues.

Projectieve vlakken vormen een deelverzameling van veralgemeende veelhoeken als veralgemeende driehoeken.

## Definitie
Een projectief vlak bestaat uit een verzameling lijnen, een verzameling punten en een relatie, incidentie geheten, tussen deze punten en lijnen. Van een punt en een lijn in de incidentierelatie zegt men dat het punt op de lijn ligt en dat de lijn door het punt gaat. De incidentierelatie moet voldoen aan:
1. Bij elk paar van twee verschillende punten bestaat er precies één lijn die door deze twee punten gaat. Men noemt die lijn de verbindingslijn van de twee punten.
2. Bij elk paar van twee verschillende lijnen bestaat er precies één punt datop deze twee lijnen ligt. Men noemt dat punt het snijpunt van de twee lijnen.
3. Er zijn vier punten zodanig dat er geen enkele lijn is die door meer dan twee van deze punten gaat.

De tweede voorwaarde houdt in dat er geen evenwijdige lijnen zijn. De laatste voorwaarde sluit de zogenaamde 'ontaarde' gevallen uit. De relatie tussen punten en lijnen is symmetrische van aard.

### Verschillend per deelgebied
Er zijn verschillende mogelijkheden om het projectieve vlak te definiëren, die per deelgebied van de wiskunde verschillen. In de lineaire algebra definieert men een projectief vlak bijvoorbeeld zodanig dat het gemakkelijk vlakken produceert, die tevens homogene ruimten voor enkele van de klassieke groepen zijn, dit met inbegrip van het reëel projectieve vlak {\displaystyle \mathbb {P} ^{2}}.
Men gebruikt in de eindige meetkunde een projectief vlak om daarmee te bestuderen welke eigenschappen binnen de euclidische meetkunde de genoemde relaties hebben.